# ギンザグリングラス

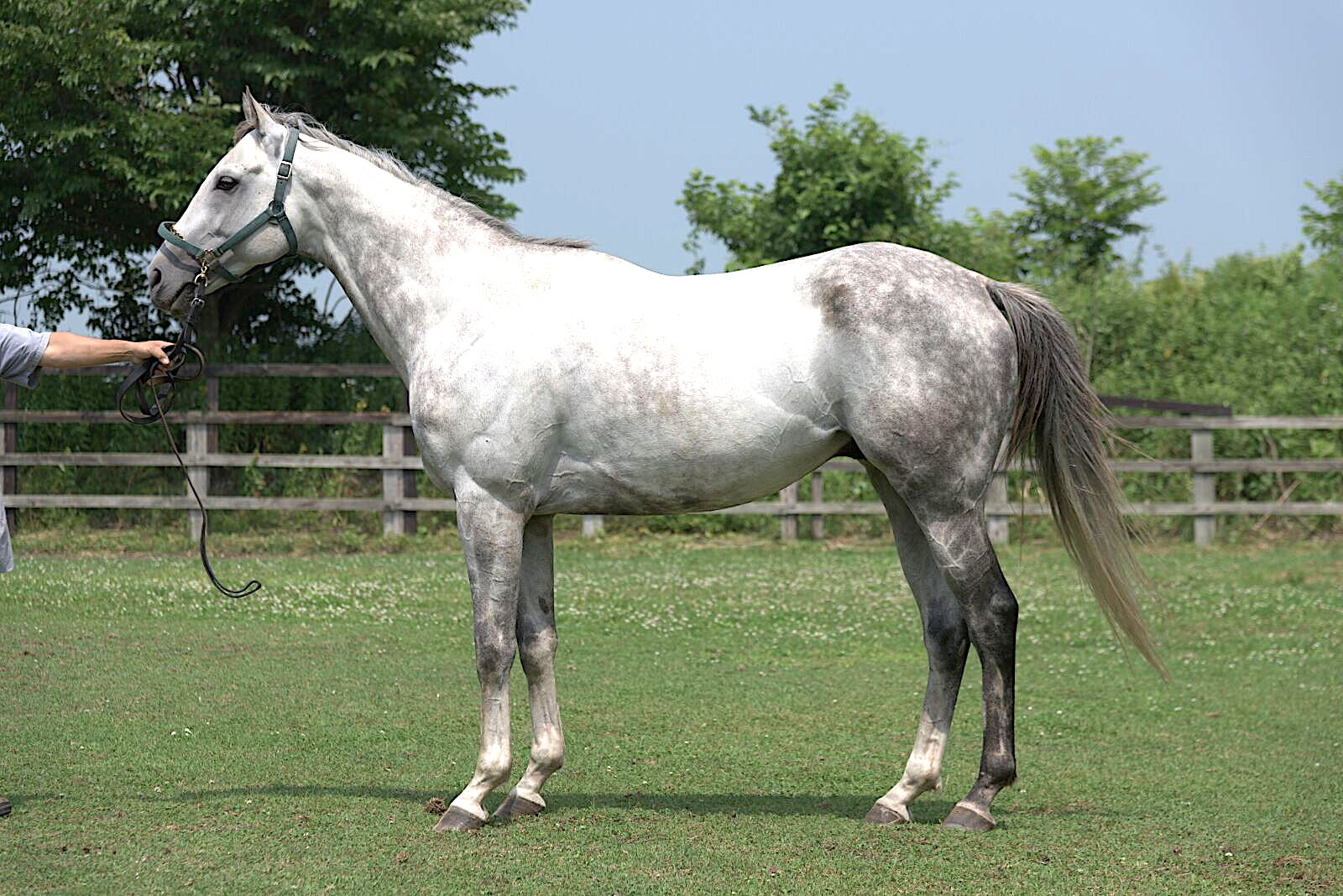
ギンザグリングラス

ギンザグリングラス（欧字名:Ginza Green Grass、2005年3月7日 - 2023年12月22日）は、日本の競走馬、種牡馬である。芦毛の牡馬。父系としてはメジロアサマがパーソロン産駒であるため、ヘロド系(バイアリーターク系)に属する。

## 戦績
2005年3月7日生まれ。父メジロマックイーン。母ニドクリキリコ。母父サンキリコ。2007年に千葉サラブレッド・セールにて210万円で取引された馬である。同年JRAでデビューし1勝を挙げる。2008年に地方競馬に移籍、主に大井競馬場や川崎競馬場で出走した。2014年引退。引退時はメジロマックイーン産駒最後の競走馬となっていた。JRA11戦1勝、南関東98戦2勝。生涯戦績109戦3勝。

## 種牡馬時代
引退後は熱心なファンが引き取り、北海道沙流郡日高町の旭牧場で種牡馬入り。2015年、2016年とも3頭の繁殖牝馬との交配に恵まれ、2016年4月17日に初仔も生まれている。2017年より新冠町の白馬牧場に移動して種牡馬生活を続けていた。
2018年6月16日、水沢競馬場第1競走で、クイーンソネラが産駒初勝利を挙げた。
父系は1964年に日本に輸入されたパーソロンを起点としており、以下メジロアサマ、メジロティターン、メジロマックイーンに次ぐ4代目の種牡馬となる。内国産種牡馬が4代続いた例としては、1970年代のアイアンハート、本馬と同父のグランアクトゥール（既に種牡馬引退）に次いで3例目である。メジロアサマが生まれた1966年から起算すれば、2009年にシンザン系が断絶して以降、この父系は日本国内で継承されている父系として最も古いものとなっている。
なお、この父系は、大系統で言えば三大父系の中で最小のヘロド系に属している。日本のヘロド系はパーソロンやダンディルートの子孫により2000年ごろまではシンボリルドルフやトウカイテイオー等を輩出して大いに栄えたが、その後は縮小し2010年ごろまでにほぼ消滅した。本馬はその後日本で唯一のヘロド系種牡馬となっていたが、2020年にクワイトファインがクラウドファンディングにより新たに種牡馬入りし、同馬と共にこの父系をつなぐ役割を担うことになった。この父系は日本以外でも縮小が激しく、活躍しているのはイギリスのインディアンリッジの後継にほぼ限られる。2015年に主力であったコンプトンプレイスが死亡し、危機的状況に陥っている。
2023年12月22日、急性心不全により死亡。これにより、日本で供用中のヘロド系種牡馬はクワイトファインのみとなった。

## 血統表
| ギンザグリングラスの血統             | ギンザグリングラスの血統                                 | ギンザグリングラスの血統 | （血統表の出典）        | （血統表の出典）        |
| 父系                                 | パーソロン系                                             | パーソロン系             | パーソロン系            | [ § 2 ]                 |
| 父 メジロマックイーン 1987 芦毛 日本 | 父の父メジロティターン 1978 芦毛 日本                    | メジロアサマ             | *パーソロン Partholon   | *パーソロン Partholon   |
| 父 メジロマックイーン 1987 芦毛 日本 | 父の父メジロティターン 1978 芦毛 日本                    | メジロアサマ             | *スヰート Sweet Sixteen |                         |
| 父 メジロマックイーン 1987 芦毛 日本 | 父の父メジロティターン 1978 芦毛 日本                    | *シェリル Cheryl         | *スノップ Snob          | *スノップ Snob          |
| 父 メジロマックイーン 1987 芦毛 日本 | 父の父メジロティターン 1978 芦毛 日本                    | *シェリル Cheryl         | Chanel                  |                         |
| 父 メジロマックイーン 1987 芦毛 日本 | 父の母メジロオーロラ 1978 栗毛 日本                      | *リマンド Remand         | Alcide                  | Alcide                  |
| 父 メジロマックイーン 1987 芦毛 日本 | 父の母メジロオーロラ 1978 栗毛 日本                      | *リマンド Remand         | Admonish                |                         |
| 父 メジロマックイーン 1987 芦毛 日本 | 父の母メジロオーロラ 1978 栗毛 日本                      | メジロアイリス           | *ヒンドスタン Hindostan | *ヒンドスタン Hindostan |
| 父 メジロマックイーン 1987 芦毛 日本 | 父の母メジロオーロラ 1978 栗毛 日本                      | メジロアイリス           | アサマユリ              |                         |
| 母 ニドクリキリコ 1996 黒鹿毛 日本   | 母の父* サンキリコ 1985 Sanquirico 黒鹿毛 アメリカ合衆国 | *リイフオー Lypheor      | Lyphard                 | Lyphard                 |
| 母 ニドクリキリコ 1996 黒鹿毛 日本   | 母の父* サンキリコ 1985 Sanquirico 黒鹿毛 アメリカ合衆国 | *リイフオー Lypheor      | Klaizia                 |                         |
| 母 ニドクリキリコ 1996 黒鹿毛 日本   | 母の父* サンキリコ 1985 Sanquirico 黒鹿毛 アメリカ合衆国 | Nell's Briquette         | Lanyon                  | Lanyon                  |
| 母 ニドクリキリコ 1996 黒鹿毛 日本   | 母の父* サンキリコ 1985 Sanquirico 黒鹿毛 アメリカ合衆国 | Nell's Briquette         | Double's Nell           |                         |
| 母 ニドクリキリコ 1996 黒鹿毛 日本   | 母の母ニドクリフオックス 1988 鹿毛 日本                  | ホリスキー               | マルゼンスキー          | マルゼンスキー          |
| 母 ニドクリキリコ 1996 黒鹿毛 日本   | 母の母ニドクリフオックス 1988 鹿毛 日本                  | ホリスキー               | オキノバンダ            |                         |
| 母 ニドクリキリコ 1996 黒鹿毛 日本   | 母の母ニドクリフオックス 1988 鹿毛 日本                  | ヤマトツバサ             | *インデイアナ Indiana   | *インデイアナ Indiana   |
| 母 ニドクリキリコ 1996 黒鹿毛 日本   | 母の母ニドクリフオックス 1988 鹿毛 日本                  | ヤマトツバサ             | ナスノツバサ            |                         |
| 母系(F-No.)                          | ソノラ系(FN:4-r)                                         | ソノラ系(FN:4-r)         | ソノラ系(FN:4-r)        | [ § 3 ]                 |
| 5代内の近親交配                      | 5代までアウトブリード                                    | 5代までアウトブリード    | 5代までアウトブリード   | [ § 4 ]                 |
| 出典                                 | 1. 2. 3. 4.                                              | 1. 2. 3. 4.              | 1. 2. 3. 4.             | 1. 2. 3. 4.             |

### 現役　ギンザグリングラス産駒　近況一覧（2025年8月現在）
・牡9 ミナノキング　休養中
・牡8 フェイドハード　休養中
・牡3 オリエンタルマック　休養中
・牡3 オグリマックイーン　休養中
・牝3 ソレイケギンチャン　JRA美浦所属
・牡3 グリングリングラス　佐賀競馬所属
・牡3 トラノスルタン　大山乗馬センター所属

・牝2 ウインプライマリーの2023　白馬牧場所属